# XIV Korpus
Il XIV Korpus, in cirillico Четрнаести српски корпус, in serbo-croato Četrnaesti srpski korpus ("Quattordicesimo corpo serbo"), è stata una formazione militare dell'Esercito Popolare di Liberazione della Jugoslavia che venne costituita il 6 settembre 1944 in Serbia orientale per contribuire alla sconfitta degli occupanti tedeschi e dei collaborazionisti cetnici, durante la Seconda guerra mondiale sul Fronte jugoslavo.

## Storia
Il XIV Korpus serbo venne formato ufficialmente il 6 settembre 1944 con la 23ª Divisione serba, la 25ª Divisione serba e la 45ª Divisione serba; il comando della nuova formazione venne assegnato a due esperti partigiani veterani della guerra di liberazione fin dai primi combattimenti del 1941; il comandante fu Radivoje Jovanović, mentre il commissario politico fu Radisav Nedeljković, famoso guerrigliero che aveva combattuto a fianco di Milovan Đilas durante i tragici giorni della battaglia della Sutjeska.
Nella composizione del XIV Korpus entrarono, a partire dalla metà di novembre 1944, anche la 2ª e la 3ª Brigata d'artiglieria che erano state appena costituite a Negotin, una brigata del genio, un battaglione di collegamento, uno squadrone di cavalleria, un gruppo da ricognizione e altre unità di supporto. Nel mese di settembre 1944 il XIV Korpus era costituito da circa 15.000 partigiani che divennero 36.000 il 18 novembre dopo l'arrivo delle unità di rinforzo. La nuova formazione inizialmente venne assegnata al quartier generale della Serbia mentre il 1º gennaio 1945 entrò a far parte della 2ª Armata jugoslava che era appena stata costituita. Da quel momento le divisioni del XIV Korpus vennero poste direttamente agli ordini dell'armata, tuttavia dalla documentazione disponibile risulta che il comando del corpo serbo continuò ad esistere. Nel gennaio 1945, la 2ª Brigata d'artiglieria venne trasferita alla 23ª Divisione, mentre la 3ª Brigata d'artiglieria venne assegnata alla 28ª Divisione della Slavonia.

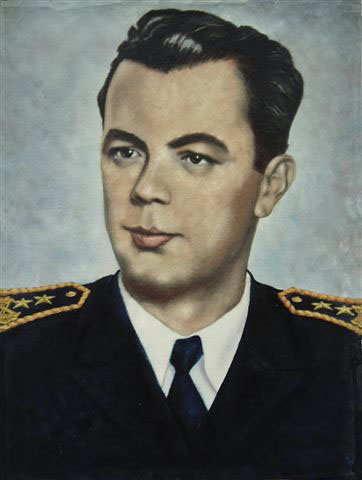
Radivoje Jovanović fu il primo comandante del XIV Korpus

Il XIV Korpus entrò in combattimento nella Serbia orientale dove inizialmente sconfisse completamente le formazioni cetniche ancora presenti sul terreno; subito dopo combatté con successo contro tedeschi e cetnici a Boljevac, Zaječar, Bor e Negotin, e il 12 settembre 1944 entrò per la prima volta in contatto con le truppe del 3° Fronte Ucraino dell'Armata Rossa che erano in avanzata da est dopo aver attraversato tutta la Romania. Il comandante del 3º Fronte Ucraino, il maresciallo Fëdor Ivanovič Tolbuchin, espresse grande apprezzamento per le qualità militari mostrate dalle formazioni partigiane del XIV Korpus, mentre nelle sue memorie di guerra il capo di stato maggiore del 3° Fronte Ucraino, generale Sergej Semënovič Birjuzov, dedicò un capitolo alle operazioni de XIV Korpus e diede una elevata valutazione sugli alleati jugoslavi.
Nella zona di operazioni del XIV Korpus erano concentrate le principali difese tedesche e in questa area era localizzato l'asse principale di penetrazione delle forze sovietiche impegnate nel settore jugoslavo del fronte orientale. In collaborazione con le unità pesanti dell'Armata Rossa, i partigiani del XIV Korpus riuscirono a sconfiggere completamente il Distaccamento operativo tedesco "Serbien" che subì pesanti perdite.
Nella seconda fase dell'offensiva di Belgrado, il XIV Korpus supportò le operazioni dell'Armata Rossa nel difficile territorio montuoso della Serbia orientale e accelerò la penetrazione nella valle della Velika Morava per avanzare verso la capitale jugoslava; in collaborazione con il LXXV Corpo d'armata sovietico, i partigiani del XIV Korpus affrontarono duri combattimenti. Nella terza fase dell'offensiva su Belgrado, la 23ª Divisione del XIV Korpus entrò a far parte del 1° "Gruppo d'armata" di Peko Dapčević e partecipò ai cruciali combattimenti nel settore di Avala e Vrčin; queste battaglie si conclusero con la distruzione del kampfgruppe tedesco "Stettner" che rappresentava la più pericolosa minaccia strategica per la manovra delle forze jugoslave e sovietiche. La 25ª Divisione invece avanzò insieme al LXXV Corpo sovietico verso Požarevac, mentre la 45ª Divisione liberò, in collaborazione con unità dell'Armata Rossa, le città di Paraćin, Aleksinac, Knjaževac, e contribuì alla conquista di Niš.
Dopo questi successi, il XIV Korpus, rinforzato dalla 17ª Divisione bosniaca orientale e dalla 2ª Divisione proletaria, proseguì le operazioni combattendo aspramente lungo le valli del fiume Ibar e della Morava occidentale, contro le truppe tedesche del XXXIV Corpo d'armata che proteggevano le vie di comunicazione utilizzate dal Gruppo d'armate E per la ritirata dei suoi reparti dalla Grecia. In questa fase, i partigiani del XIV Korpus sconfissero, insieme ai soldati sovietici del 68º Corpo di fucilieri, un importante raggruppamento di forze tedesche e liberarono, dopo violenti scontri, le città di Kraljevo e Čačak. Nei combattimenti successivi vennero liberate anche la valle della Morava occidentale e la città di Užice.
Dopo la conclusione della campagna di liberazione della Serbia, il XIV Korpus entrò a far parte della nuova 2ª Armata jugoslava e alla fine del 1944 sbaragliò nel settore di Tuzla la maggior parte delle formazioni cetniche concentrate in quella regione. All'inizio del nuovo anno 1945 i partigiani operarono contro le truppe tedesche che ancora occupavano la Bosnia orientale e respinsero un ultimo attacco nemico contro Tuzla. Nell'ultima fase della guerra il XIV Korpus, sempre inquadrato nella 2ª Armata, partecipò all'avanzata finale in Croazia e l'8 maggio 1945 collaborò alle operazioni per la liberazione di Zagabria.